# Alison Jackson
Alison Jackson (født 14. december 1988) er en canadisk cykelrytter, der kører for EF Education-Oatly.
Hun repræsenterede Canada ved sommer-OL 2020 i Tokyo, hvor hun sluttede på en 32. plads i kvindernes medley.